# Hebesfenomegacorona
En geometria, la ebesfenomegacorona és un dels 92 políedres de Johnson. És un dels políedres de Johnson elementals: que no s'obté amb operacions de retallar i enganxar a partir de sòlids platònics o políedres arquimedians. Té 21 cares 18 de les quals són triangles equilàters i 3 són quadrats, té 14 vèrtexs i 33 arestes.

## Desenvolupament pla

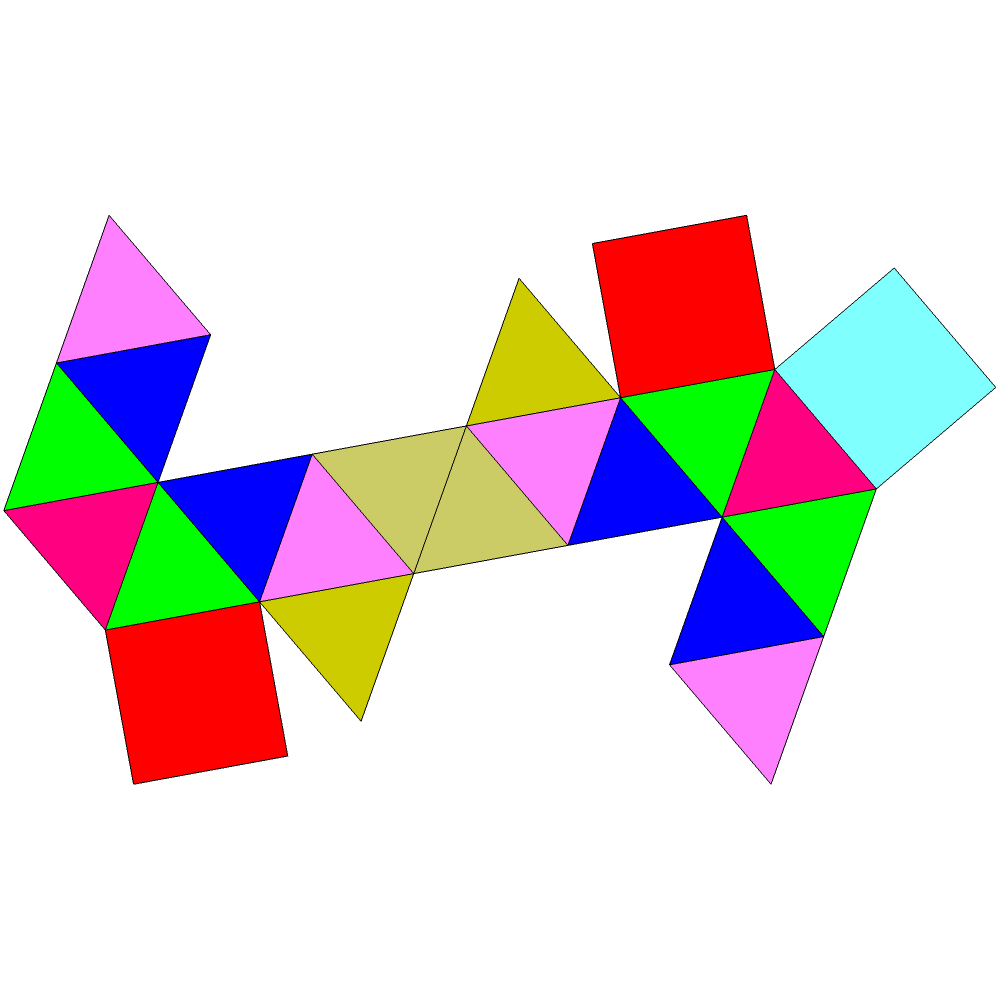
Desenvolupament pla de la ebesfenomegacorona

## El nom
El nom de la ebesfenomegacorona deriva de la unió de:
- hebes (en llatí "obtús");
- sphenós (en grec "falca");
- mégas (en grec "gran");
- corona (de llatí).

Per tant, el seu nom pot significar gran corona obtusa en forma de falca.